# Алейниковський
Але́йниковський (рос. Алейниковский) — селище у складі Новичихинського району Алтайського краю, Росія. Входить до складу Солоновської сільської ради.

## Населення
Населення — 2 особи (2010; 5 у 2002).
Національний склад (станом на 2002 рік):
- росіяни — 100 %